# Autopsia di un gangster
Autopsia di un gangster (Never Love a Stranger) è un film del 1958 diretto da Robert Stevens, con John Drew Barrymore.

## Trama
Frankie Kane vive in un orfanotrofio cattolico e per sopravvivere si adatta ai mestieri più umili, ma un giorno viene a sapere che dovrà lasciare l'orfanotrofio perché ebreo. Prima ancora che venga allontanato, fugge dalla città affidando alla sua amica Julie una grossa somma di denaro, appartenente a un gangster, con l'incarico di riconsegnarla. 
Dopo alcuni anni durante i quali ha vissuto di espedienti non sempre onesti, Frankie ritorna in città, incontra il vecchio amico Martin Cabell, divenuto un celebre avvocato, poi si reca dal gangster per chiedergli un lavoro. Dopo averlo ottenuto, scopre che Julie convive con quest'ultimo. Fortemente deluso, Frankie si libera da ogni scrupolo ed entra a far parte della banda di malavitosi, dove in poco tempo riesce con la sua astuzia e il suo coraggio a diventare il boss e, a poco a poco, a prendere il comando anche delle bande associate. Il suo successo desta molte invidie e preoccupa la polizia che incarica proprio l'avvocato Cabell di catturarlo. Julie riesce a convincerlo a costituirsi, ma troppo tardi. In uno scontro a fuoco con una banda rivale, Frankie perde la vita.

## Produzione
Mai amare uno straniero fu il primo romanzo pubblicato da Harold Robbins. Il linguaggio crudo e spregiudicato gli procurò il boicottaggio da parte di alcune catene di librerie, ma il mix tra soldi, sesso e violenza gli fece vendere tre milioni di copie. Il film  tratto dal best-seller fu prodotto dallo stesso Robbins, che affidò la regia a Robert Stevens. Quest'ultimo volle reclutare un giovane attore a inizio carriera, Steve McQueen. Le riprese iniziarono nel settembre 1957 nel distretto del Bronx di New York. In un breve cameo compare anche Richard Bright, non accreditato. La fotografia in bianco e nero è del veterano Lee Garmes, Oscar alla migliore fotografia nel 1932 per Shanghai Express.